# Wereldruiterspelen 1998
De Wereldruiterspelen 1998 werden voor de derde maal gehouden door de Fédération Équestre Internationale (FEI). Ze werden gehouden van 1 tot en met 11 oktober 1998 in de Italiaanse hoofdstad Rome.

## Disciplines
Er stonden 11 onderdelen op het programma verdeeld over 5 disciplines
| - Dressuur - Eventing | - Mensport - Springen - Voltige |

## Uitslagen
| Individuele dressuur           | Isabell Werth op Gigolo | Anky van Grunsven op Bonfire | Louise Nathhorst op Walk op Top                                                                                           |  |  |  |
| Landenwedstrijd dressuur       | Duitsland Isabell Werth op Gigolo Karin Rehbein op Donerhall Nadine Capellmann op Gracioso Ulla Salzgeber op Rusty                                    | Nederland Anky van Grunsven op Bonfire Coby van Baalen op Ferro Ellen Bontje op Silvano Gonnelien Rothenberger-Gordijn op Dondolo            | Zweden Louise Nathhorst op Walk op Top Ulla Håkansson op Bobby Annette Solmell op Strauss Jan Brink op Bjorsell's Fontana |  |  |  |
|                                | | | |  |  |  |
| Eventing individueel           | Blyth Tait op Ready Teddy | Mark Todd op Broadcast News | Paula Törnqvist op Monaghan                                                                                               |  |  |  |
| Eventing landenwedstrijd       | Blyth Tait op Ready Teddy Mark Todd op Broadcast News Vaughn Jefferis op Bounce Sally Clark op Squirrel Hill                                          | Marie-Christine Duroy op Summer Song Rodolphe Scherer op Bambi de Brière Jean-Lou Bigot op Twist de la Beige Philippe Mull op Viens du Frêne | Polly Phillipps op Coral Cover Gary Parsonage op Magic Rogue Nigel Taylor op The Frenchmann II Karen Dixon op Too Smart   |  |  |  |
|                                | | | |  |  |  |
| Mensport individueel           | Ulrich Werner | Michael Freund | Ton Monhemius |  |  |  |
| Mensport landenwedstrijd       | Nederland Ton Monhemius IJsbrand Chardon Harry de Ruyter                                                                                              | Duitsland Michael Freund Christoph Sandmann Helmet Rolfes                                                                                    | Zweden Jan-Erik Pahlsson Fredrik Persson Tomas Eriksson                                                                   |  |  |  |
|                                | | | |  |  |  |
| Springconcours individueel     | Rodrigo Pessoa op Gandini Lianos | Franke Sloothaak op San Patrignano Jolly | Willi Melliger op Calvaro                                                                                                 |  |  |  |
| Springconcours landenwedstrijd | Duitsland Lars Nieberg op Loro Piana Esprit Markus Beerbaum op Lady Weingard Franke Sloothaak op San Patrignano Jolly Ludger Beerbaum op P.S. Priamos | Alexandra Ledermann op Rochet Roger-Yves Bost op Airborne Montecillo Eric Navet op Atout d'Isigny Thierry Pomel op Thor des Chaines          | Diane Lampard op Abbervail Dream Geoff Billington op It's Otto Nick Skelton op Hopes are H. John Whitaker op Heyman       |  |  |  |
|                                | | | |  |  |  |
| Vaulting mannen                | Devon Maitozo op Whisky | Matthias Lang op Quitus du Madon | Henrik Ossenbrink op Panjano                                                                                              |  |  |  |
| Vaulting vrouwen               | Nadia Zülow op Rainbow | Kerith Lemon op Pasio | Janine Oswald op Rainbow                                                                                                  |  |  |  |
| Vaulting landenwedstrijd       | Duitsland | Zwitserland | Verenigde Staten |  |  |  |

## Medaillespiegel
|   | Land                | Goud | Zilver | Brons | Totaal |
| - | ------------------- | ---- | ------ | ----- | ------ |
| 1 | Duitsland           | 5    | 3      | 2     | 10     |
| 2 | Nieuw-Zeeland       | 2    | 1      | 0     | 3      |
| 3 | Nederland           | 1    | 2      | 1     | 4      |
| 4 | Verenigde Staten    | 1    | 1      | 1     | 3      |
| 4 | Zwitserland         | 1    | 1      | 1     | 3      |
| 6 | Brazilië            | 1    | 0      | 0     | 1      |
| 7 | Frankrijk           | 0    | 3      | 0     | 3      |
| 8 | Zweden              | 0    | 0      | 4     | 4      |
| 9 | Verenigd Koninkrijk | 0    | 0      | 2     | 2      |